# Meesters van Macht
Meesters van Macht, in het Engels uitgegeven als Masters of the Elements, is een puzzelspel ontwikkeld door IJsfontein en uitgegeven door Bombilla in november 1997 voor Microsoft Windows en Macintosh. het spel is van origine in het Nederlands, maar werd later vertaald naar het Engels, Duits, Japans, Frans en Italiaans. Het spel is ingesproken door Joost Prinsen en won in 1999 een BAFTA Award.

## Gameplay
De Meester van Toeval is zijn kat verloren en de speler heeft de opdracht gekregen om deze terug te vinden. Dit wordt gedaan door allerlei puzzels met de muis op te lossen. Hieronder valt onder andere het omslaan van pagina's van boeken, met kegels gooien, pannenkoeken bakken en met ballen stuiteren.
Om de kat terug te vinden moet de speler vijf pagina's van het boek van de Tuin van Toeval verzamelen. Deze vijf pagina's kunnen gevonden worden in de kamers van de natuurkundige meesters: zwaartekracht, licht, elektriciteit, tijd en warmte. De puzzels in deze kamers zijn gericht op dit natuurkunde-onderwerp. Zo moet de speler in de kamer van warmte pannenkoeken bakken, zonder ze te laten aanbranden, nadat met een lucifer langs een open raam is gegaan en het fornuis is aangestoken.